# شیندند، پاکستان
شیندند (به انگلیسی: Shindand) یک منطقهٔ مسکونی در پاکستان است که در مناطق قبیله‌ای فدرال واقع شده‌است. شیندند ۴۹۳ متر بالاتر از سطح دریا واقع شده‌است.